# Fontaine-en-Dormois

Fontaine-en-Dormois este o comună în departamentul Marne, Franța. În 2009 avea o populație de 22 de locuitori.